# Maccabi Ironi Bat Jam FC
Maccabi Ironi Bat Jam Football Club (hebrejsky: מכבי עירוני בת ים) byl izraelský fotbalový klub sídlící ve městě Bat Jam. Klub byl založen v roce 2004 sloučením klubů Hapoel Bat Jam a Maccabi Bat Jam, zanikl v roce 2014.

## Umístění v jednotlivých sezonách
| Sezóny  | Liga                | Úroveň | Z  | V  | R  | P  | VG | OG | +/- | B  | Pozice |
| ------- | ------------------- | ------ | -- | -- | -- | -- | -- | -- | --- | -- | ------ |
| 2009/10 | Liga Leumit         | 2      | 35 | 14 | 7  | 14 | 43 | 41 | +2  | 27 | 6.     |
| 2010/11 | Liga Leumit         | 2      | 35 | 7  | 15 | 13 | 29 | 54 | -25 | 22 | 13.    |
| 2011/12 | Liga Leumit         | 2      | 35 | 9  | 10 | 16 | 34 | 43 | -9  | 21 | 14.    |
| 2012/13 | Liga Alef – sk. Jih | 3      | 30 | 14 | 10 | 6  | 58 | 36 | +22 | 52 | 3.     |
| 2013/14 | Liga Alef – sk. Jih | 3      | 30 | 8  | 11 | 11 | 35 | 35 | 0   | 35 | 12.    |